# Arancello
L'arancello est une liqueur similaire au Limoncello mais les zestes de citron sont remplacés par des zestes d'oranges amères non traitées.

## Recette

### Ingrédients
Préparation : 10 min
Cuisson : Aucune
Ingrédients (pour 2 l) :
- 50 cl d'alcool de grain pur
- 5 à 6 oranges mûres et non traitées
- 1,5 l d'eau
- 2 mugs (remplis au 3/4) de sucre (soit 375 ml)

### Préparation
Peler le zeste des oranges en n'ôtant que la partie orange.
Les faire tremper dans l'alcool pendant 17 jours.
Chauffer l'eau et le sucre, remuer jusqu'à ce que le sucre soit dissous et que l'eau soit claire.
Laisser refroidir.
Filtrer l'alcool et enlever les zestes d'orange.
Mélanger l'eau et l'alcool, puis mettre au congélateur.
Se boit très frais.

## Référence
- MIECHAMBO cuisine
- Recette marmiton